# Jean-Baptiste-Augustin Nemoz
Jean-Baptiste-Augustin Nemoz né le 19 octobre 1834 à Thodure et mort à L'Haÿ-les-Roses le 28 août 1897 est un peintre français.

## Biographie
Jean-Baptiste-Augustin Nemoz est le fils de Jean Michel Nemoz et de Julie Bert.
Il quitte l'École des beaux-arts de Lyon et est admis aux Beaux-Arts de Paris, où il est élève de François Édouard Picot, puis d'Alexandre Cabanel. Il expose au Salon à partir de 1864.
Il épouse Emma Marie Louise Gamen-Dupasquier en 1871.
Il meurt le 28 août 1897 à L'Haÿ-les-Roses.
Ses œuvres sont dispersées aux enchères à Paris à l'hôtel Drouot en 1899.